# Tempio di Barbar
Il tempio di Barbar è un sito archeologico situato nei pressi del villaggio di Barbar, in Bahrein: è considerato parte della cultura Dilmun.

## Storia
Si tratta di un complesso di tre templi costruito l'uno sopra l'altro: il più antico risale al 3000 a.C., il secondo venne edificato circa 500 anni dopo e il terzo aggiunto tra il 2100 e il 2000 a.C.: questi sono stati realizzati con blocchi di calcare, probabilmente provenienti dall'isola di Jidda. Si sostiene che i templi siano stati costruiti per adorare Enki, dio della saggezza e dell'acqua dolce, e sua moglie Nankhur Sak: all'interno del tempio è infatti presenza una sorgente che si ritiene abbia avuto un significato spirituale per i fedeli.
Il sito venne riscoperto da un gruppo di archeologi danesi, guidata da Hellmuth Andersen e Peder Mortensen, nel 1954: durante lo scavo sono stati ritrovati strumenti, armi, vasellame e piccoli pezzi d'oro, esposti nel Museo nazionale del Bahrein; la scoperta più importante è stata una testa di toro in bronzo. Gli scavi si conclusero nel 1962. Una nuova campagna ha avuto inizio nel 2004.
Il tempio è nella lista provvisoria per divenire sito del Patrimonio dell'umanità dell'UNESCO.

## Descrizione
Il tempio I, venne costruito su una piattaforma rettangolare di circa 25 metri di lunghezza e da 16 a 18 metri di larghezza, su un letto di sabbia, che sembra essere stato consolidato da uno strato di argilla. Alla base del tempio venivano deposte le offerte che consistevano in una dozzine di calici di argilla contenenti ciascuno sette bicchieri spezzati e sepolti all'interno delle fondamenta del terrazzo. Sono stati ritrovati anche oggetti di rame. Nell'angolo sud-occidentale di questo antico tempio, alcuni gradini, conducevano a un pozzo quadrato. La terrazza centrale si è conservata in tutta la sua altezza, 2 metri, con i resti del santuario trapezoidale al centro e le stanze adiacenti: questi ultimi furono costruiti con pietra locale del Bahrein.
Il tempio II è maggiormente conservato nei muri di sostegno e nelle terrazze: al primo piano si trova la terrazza ovale, costruita originariamente in pietra locale, anche se a seguito dell'ampliamento furono aggiunti blocchi di pietra calcarea trasportati in barca dalla vicina isola di Jidda, dove la pietra venne tagliata a mano e i blocchi ripuliti. Al centro del tempio era posto un doppio altare circolare e un tavolo delle offerte, mentre nel lato sud si trovano tre pietre a forma di ancora per navi mercantili. La terrazza centrale aveva al centro un santuario con pavimentazione in pietra. Edifici più piccoli si raggruppavano attorno ad esso coprendo il resto della terrazza: non erano presenti edifici sulla terrazza ovale esterna, ma erano visibili altari e simboli di culto. Le scale per raggiungere la terrazza erano fiancheggiate da una doppia serie di piedistalli, ognuno dei quali aveva due fori all'interno dei quali dovevano essere montati dei pali in rame con gli emblemi degli dei o statue di legno. Dalla terrazza centrale, una scala conduceva al santuario sotterraneo dove si svolgevano le cerimonie di culto per l'acqua. Dai meandri del santuario profondi canali in pietra conducevano l'acqua ai campi e ai giardini circostanti. A est del tempio si trovava una corte ovale sacrificale, collegata alla parte centrale del tempio da una rampa pavimentata e una scala: sulla pavimentazione del cortile sono state ritrovate cenere e ossa di bovini e pecore, presumibilmente animali sacrificati.
Il tempio III è stato in uso fino ai primi secoli del secondo millennio a.C. ed è più grande rispetto ai due precedenti. Al centro del cortile sono posti due tavoli circolari in pietra per le offerte.